# Hipertrichoza
Hipertrichoza, zespół wilkołaka (syndrom) – owłosienie ciała niemające przyczyny endokrynologicznej (hormonalnej), które może wystąpić w dowolnej okolicy ciała, zarówno u kobiet, jak i u mężczyzn. W 1595 roku Lavinia Fontana, włoska malarka okresu manieryzmu, namalowała portret dziewczynki dotkniętej tą chorobą. Boloński lekarz Ulisses Aldrovandi w swojej pracy Monstrorum historia (Bolonia 1642) opisał tę przypadłość.